# Amimitl
En la mitologia asteca Amimitl era el déu dels llacs, que calmava les tempestes i protegia els pescadors.